# Campionati del mondo di ciclismo su pista 2010 - Velocità maschile
La velocità uomini è stato uno dei dieci eventi maschili disputati ai Campionati del mondo di ciclismo su pista 2010 di Ballerup, in Danimarca. Il francese Grégory Baugé ha vinto la medaglia d'oro, battendo nella manche finale l'australiano Shane Perkins.
La gara ha visto le partecipazione di 46 atleti rappresentanti 13 Paesi differenti. Le fasi di qualificazione e la finale sono state disputate il 27 e il 28 marzo 2010.

## Record del mondo
| Record del mondo | Record del mondo | Record del mondo | Record del mondo | Record del mondo |
| ---------------- | ---------------- | ---------------- | ---------------- | ---------------- |
| WR               | 9"572            | Kévin Sireau     | Mosca            | 30 maggio 2009   |

## Risultati

### Round di qualificazione
Il round di qualificazione vede i 46 partecipanti gareggiare individualmente. I primi 24 atleti passano al turno successivo.
| Gruppo | Atleta                   | Tempo  | Posiz | Note |
| ------ | ------------------------ | ------ | ----- | ---- |
| 1      | Konstantinos Karageorgos | 11"068 | 45    |      |
| 2      | Zhang Miao               | 10"132 | 10    | Q    |
| 3      | Josiah Ng                | 10"786 | 21    | Q    |
| 4      | Yondi Schmidt            | 10"602 | 38    |      |
| 5      | Ethan Mitchell           | 10"322 | 24    | Q    |
| 6      | Sergej Kučerov           | 10"419 | 28    |      |
| 7      | Christos Volikakis       | 10"536 | 36    |      |
| 8      | Andrij Vynokurov         | 10"244 | 18    | Q    |
| 9      | Kazunari Watanabe        | 10"362 | 27    |      |
| 10     | Bao Saifei               | 10"476 | 31    |      |
| 11     | Giddeon Massie           | 10"619 | 40    |      |
| 12     | David Alonso Castillo    | 10"600 | 27    |      |
| 13     | Kasper Lindholm Jessen   | 10"760 | 43    |      |
| 14     | Yudai Nitta              | 10"429 | 29    |      |
| 15     | Pavel Jakuševskij        | 10"522 | 34    |      |
| 16     | Clemens Selzer           | 10"894 | 44    |      |
| 17     | Charlie Conord           | -      | -     | DNF  |
| 18     | Luca Ceci                | 10"629 | 41    |      |
| 19     | Vasileios Reppas         | 10"716 | 42    |      |
| 20     | Kota Asai                | 10"611 | 39    |      |
| 21     | Roy van der Berg         | 10"342 | 25    |      |
| 22     | Jason Niblett            | 10"193 | 14    | Q    |
| 23     | Denis Dmitriev           | 10"303 | 22    | Q    |
| 24     | Zhang Lei                | 10"192 | 13    | Q    |
| 25     | Scott Sunderland         | 10"218 | 16    | Q    |
| 26     | Adrian Teklinski         | 10"534 | 35    |      |
| 27     | Adam Ptacnik             | 10"515 | 33    |      |
| 28     | Sam Webser               | 10"251 | 19    | Q    |
| 29     | Carsten Bergemann        | 10"198 | 15    | Q    |
| 30     | Tomáš Bábek              | 10"498 | 32    |      |
| 31     | François Pervis          | 10"023 | 6     | Q    |
| 32     | Denis Spicka             | 10"453 | 30    |      |
| 33     | Robert Förstemann        | 10"142 | 11    | Q    |
| 34     | Travis Smith             | 10"354 | 26    |      |
| 35     | Damian Zielinski         | 10"312 | 23    | Q    |
| 36     | Chris Hoy                | 9"913  | 2     | Q    |
| 37     | Edward Dawkins           | 10"109 | 9     | Q    |
| 38     | Jason Kenny              | 10"073 | 8     | Q    |
| 39     | Michaël D'Almeida        | 10"004 | 5     | Q    |
| 40     | Daniel Ellis             | 10"241 | 17    | Q    |
| 41     | Matthew Crampton         | 10"037 | 7     | Q    |
| 42     | Maximilian Levy          | 10"185 | 12    | Q    |
| 43     | Shane Perkins            | 9"948  | 3     | Q    |
| 44     | Kévin Sireau             | 9"953  | 4     | Q    |
| 45     | Azizulhasni Awang        | 10"264 | 20    | Q    |
| 46     | Grégory Baugé            | 9"896  | 1     | Q    |

### Sedicesimi di finale
I ventiquattro classificati con il miglior tempo nelle qualificazioni, si sono affrontati a coppie. Il vincente di ogni manche si è qualificato per gli ottavi di finale.
| Gruppo | Atleta            | Tempo  | Posiz | Note |
| ------ | ----------------- | ------ | ----- | ---- |
| 1      | Grégory Baugé     | 10"662 | 1     | Q    |
| 1      | Ethan Mitchell    |        | 2     |      |
| 2      | Chris Hoy         | 10"670 | 1     | Q    |
| 2      | Damian Zielinski  |        | 2     |      |
| 3      | Shane Perkins     | 10"415 | 1     | Q    |
| 3      | Denis Dmitriev    |        | 2     |      |
| 4      | Kévin Sireau      | 10"450 | 1     | Q    |
| 4      | Josiah Ng         |        | 2     |      |
| 5      | Michaël D'Almeida |        | 2     |      |
| 5      | Azizulhasni Awang | 10"578 | 1     | Q    |
| 6      | François Pervis   | 10"620 | 1     | Q    |
| 6      | Sam Webster       |        | 2     |      |
| 7      | Matthew Crampton  | 10"563 | 1     | Q    |
| 7      | Andrij Vynokurov  |        | 2     |      |
| 8      | Daniel Ellis      |        | 2     |      |
| 8      | Jason Kenny       | 10"455 | 1     | Q    |
| 9      | Scott Sunderland  | 10"706 | 1     | Q    |
| 9      | Edward Dawkins    |        | 2     |      |
| 10     | Zhang Miao        |        | 2     |      |
| 10     | Carsten Bergemann | 11"011 | 1     | Q    |
| 11     | Jason Niblett     |        | 2     |      |
| 11     | Robert Förstemann | 10"677 | 1     | Q    |
| 12     | Zhang Lei         | 10"759 | 1     | Q    |
| 12     | Maximilian Levy   |        | 2     | REL  |

### Ottavi di finale
I dodici classificati con il miglior tempo nelle qualificazioni, si affrontano a coppie. Il vincente di ogni manche si qualifica per i quarti di finale. I perdenti passano ai ripescaggi.
| Gruppo | Atleta            | Tempo  | Posiz | Note |
| ------ | ----------------- | ------ | ----- | ---- |
| 1      | Zhang Lei         |        | 2     |      |
| 1      | Grégory Baugé     | 10"424 | 1     | Q    |
| 2      | Chris Hoy         |        | 2     |      |
| 2      | Robert Förstemann | 12"180 | 1     | Q    |
| 3      | Shane Perkins     | 10"430 | 1     | Q    |
| 3      | Carsten Bergemann |        | 2     |      |
| 4      | Scott Sunderland  |        | 2     |      |
| 4      | Kévin Sireau      | 10"512 | 1     | Q    |
| 5      | Jason Kenny       | 10"196 | 1     | Q    |
| 5      | Azizulhasni Awang |        | 2     |      |
| 6      | François Pervis   | 10"533 | 1     | Q    |
| 6      | Matthew Crampton  |        | 2     |      |

#### Ripescaggi Ottavi di finale
I sei perdenti degli ottavi di finale si affrontano in due gruppi da tre. La vincente di ogni manche si qualifica per i quarti di finale.
| Gruppo | Atleta            | Tempo  | Posiz | Note |
| ------ | ----------------- | ------ | ----- | ---- |
| 1      | Matthew Crampton  | 10"714 | 1     | Q    |
| 1      | Scott Sunderland  |        | 2     |      |
| 1      | Zhang Lei         |        | 3     |      |
| 2      | Chris Hoy         | 10"795 | 1     | Q    |
| 2      | Azizulhasni Awang |        | 2     |      |
| 2      | Carsten Bergemann |        | 3     |      |

### Quarti di finale
I sei vincitori degli ottavi e i due vincitori dei ripescaggi si affrontano a coppie. I quattro vincitori passano alla semifinale, i perdenti alla finale 5º-8º posto.
| Gruppo | Atleta            | Manche1 | Manche2 | Spar.  | Posiz | Note |
| ------ | ----------------- | ------- | ------- | ------ | ----- | ---- |
| 1      | Grégory Baugé     |         | 10"750  | 10"704 | 1     | Q    |
| 1      | Chris Hoy         | 10"433  |         |        | 2     |      |
| 2      | Matthew Crampton  | 10"687  |         |        | 2     |      |
| 2      | Robert Förstemann |         | 20"878  | 10"457 | 1     | Q    |
| 3      | Shane Perkins     | 10"433  | 10"437  |        | 1     | Q    |
| 3      | François Pervis   |         |         |        | 2     |      |
| 4      | Kévin Sireau      | 10"481  | 10"116  |        | 1     | Q    |
| 4      | Jason Kenny       |         |         |        | 2     |      |

### Finali 5º-8º posto
| Gruppo | Atleta           | Tempo  | Posiz | Note |
| ------ | ---------------- | ------ | ----- | ---- |
| 1      | Matthew Crampton | 10"619 | 5     |      |
| 1      | Chris Hoy        |        | 6     |      |
| 1      | François Pervis  |        | 7     |      |
| 1      | Jason Kenny      |        | 8     |      |

### Semifinali
| Gruppo | Atleta            | Manche1 | Manche2 | Spar.  | Posiz | Note |
| ------ | ----------------- | ------- | ------- | ------ | ----- | ---- |
| 1      | Grégory Baugé     |         | 9"973   | 10"467 | 1     | Q    |
| 1      | Kévin Sireau      | 10"348  |         |        | 2     |      |
| 2      | Shane Perkins     | 10"348  |         | 10"719 | 1     | Q    |
| 2      | Robert Förstemann |         | 10"381  |        | 2     |      |

### Gara per l'oro
| Pos. | Atleta        | Manche1 | Manche2 | Spar. | Note |
| ---- | ------------- | ------- | ------- | ----- | ---- |
| 1    | Grégory Baugé | 10"406  | 10"361  |       |      |
| 2    | Shane Perkins |         |         |       |      |

### Gara per il bronzo
| Pos. | Atleta            | Manche1 | Manche2 | Manche3 | Note |
| ---- | ----------------- | ------- | ------- | ------- | ---- |
| 3    | Kévin Sireau      | 10"467  | 10"574  |         |      |
| 4    | Robert Förstemann |         |         |         |      |